# Frijoles charros
Los frijoles charros o frijoles a la charra son un platillo tradicional mexicano, consumido en muchas regiones del país. Se prepara con frijoles guisados con cebolla, ajo, chile, tocino, salchicha. Otros ingredientes comunes son tomates, cilantro, jamón, salsa, carne de puerco, chicharrón (en este caso son llamados frijoles puercos por el chicharrón) y chorizo. Se sirven calientes y tienen una consistencia semejante a una sopa. Son muy sustanciosos para comerse como plato fuerte, pero por lo general sirven de guarnición o para acompañar carnes asadas, arracheras, tacos al pastor.
Es un platillo muy gustado entre la gente del norte de México, y con frecuencia se ofrecen en restaurantes donde se sirven platillos norteños. Sin embargo, debe aclararse que existen muchas recetas distintas, y que de un estado a otro pueden encontrarse algunas diferencias.

## Origen del platillo
La receta de los frijoles charros varía de región en región y de casa en casa por ser recetas muy antiguas, cuyos orígenes se remontan en el virreinato por antiguos vaqueros del norte del país, también conocidos como charros, que se dedicaban a cuidar y muchas veces, tenían que improvisar para preparar sus alimentos con los ingredientes que tenían a la mano, de donde proviene su nombre; estos desarrollaron el platillo, ya que al vivir en zonas áridas contaban solo con granos y ristras de chiles y ajos, embutidos y casquería en general que provenía de su profesión; sus ingredientes típicos son frijol pinto, tocino, chorizo, en ocasiones salchicha o costilla, chiles secos o encurtidos, tomate, cebolla, ajo y hierbas de olor; los frijoles charros suelen cocinarse y servirse en enseres de barro y suelen dejarse con consistencia caldosa. Los frijoles charros fueron creciendo en popularidad a lo largo del siglo XX que pasaron de ser un platillo casero del norte de México a un guiso tan amado que se prepara en miles de restaurantes a lo largo del país.

## Variantes regionales
En Jalisco, pueden hacerse en caldo o secos y se les agrega una salsa ranchera que contiene tomate, cebolla y chile verde. En la Ciudad de México, por lo general, son caldosos y se consumen con frecuencia como sopa en taquerías.
En Coahuila, se utilizan frijoles bayos o flor de mayo, además de chile serrano, cebolla, ajo, tocino, chorizo, salchicha, jitomate y cilantro. Todos los ingredientes van picados y pueden agregarse a los frijoles al natural o sofritos con antelación. A veces se les añade chicharrón o cerveza.
En Nuevo León, se usa con frecuencia frijol canario, al que cocido en su caldo se le agrega cebolla, chile, y tomate frito, y posteriormente cueritos de puerco y cilantro.
En Tamaulipas, se guisan de forma similar a los de Nuevo León. Son conocidos también como frijoles a la charra.
En Durango, se utiliza frijol blanco (también conocido como Patol).